# Ериду
Ериду (от шумерски „могъщо място“ или „мястото на принца“) е древен шумерски град, на чиято територия днес се намира Тел Абу Шахрейн, в провинция Ди Кар, Ирак. Смята се, че Ериду е най-старият град в южна Месопотамия и един от най-старите градове в света. Вярва се, че градът е основан през 5400 пр.н.е. Разположен на 12 км югоизточно от Ур, като може да се види оттам. Ериду е най-южният шумерски град, разраснал се около храм. Според шумерската митология Ериду е домът на Енки, вероятно неговият основател, по-късно познат за акадците под името Еа. Неговият храм се наричал Е-Абзу. Вярвало се че Енки живеел в Абзу (Дълбокия океан), подземно тяло съставено от вода, в което животът спира.

## Фотогалерия
- Останки от града през 2016 г.
- Глинена тухла с девет реда от клинописни надписи с печат на цар Амар-Син, цар на Ур. 2100 – 2000 г. пр.н.е.
- Карта на светилището на шумерския бог Енки (Храмът на Абзу) в Ериду.